# Locus amoenus

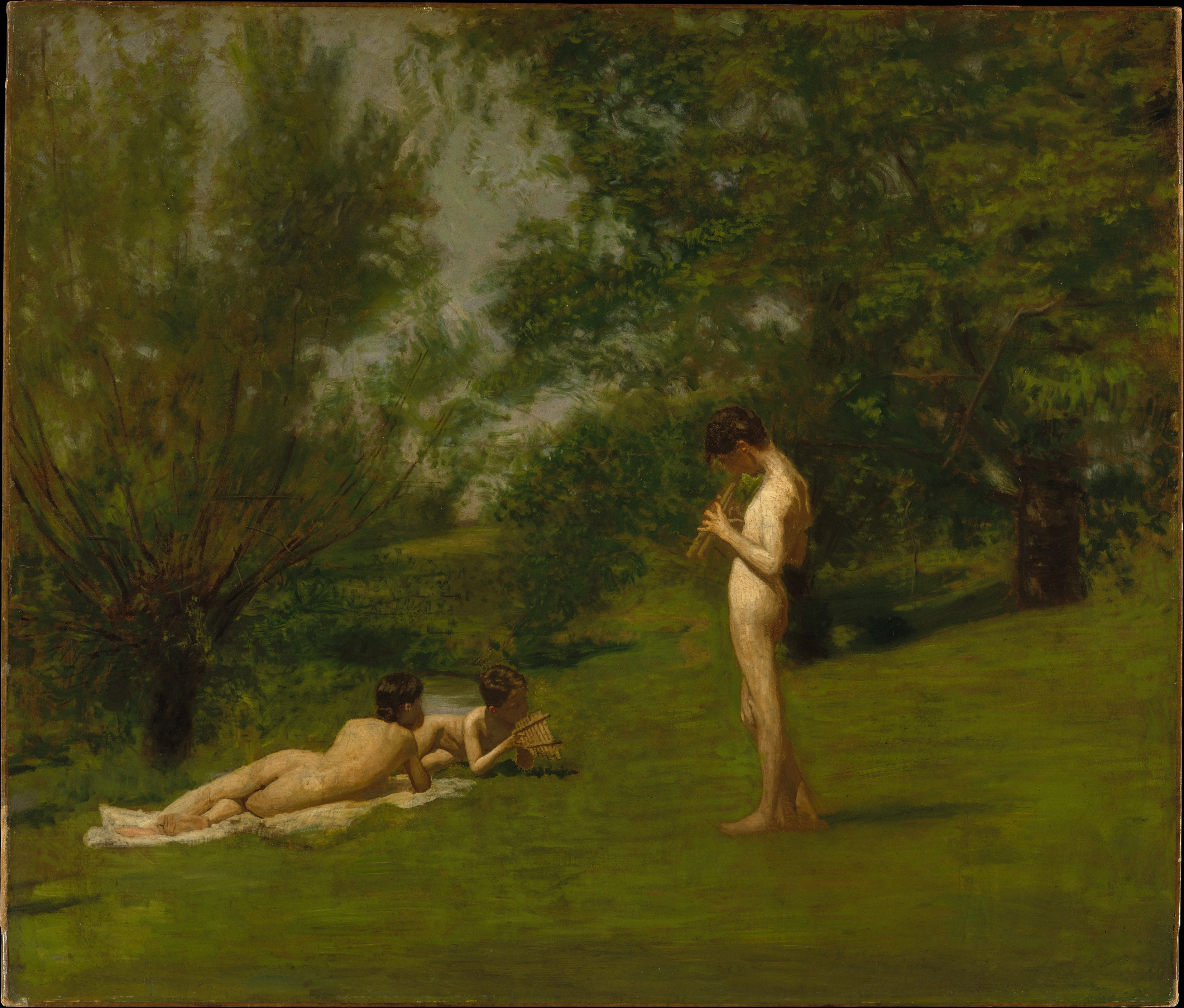
Thomas Eakins, Arcadia, ca. 1883

Locus amoenus (lateinisch für ‚lieblicher Ort‘) ist ein literarischer Topos, das Hauptmotiv der idealisierenden Naturschilderung von der römischen Kaiserzeit bis zum 16. Jahrhundert. Beschrieben wird ein ideal schöner Naturausschnitt, zu dem gewöhnlich ein lichter Hain und eine Quelle oder ein Bach gehören, oft auch Blumen und Vogelgesang. Das Gegenstück ist der locus terribilis, der ‚schreckliche Ort‘.
Dargestellt wird der locus amoenus mit den Metaphern von Frühling oder Sommer und einer fruchtbaren oder lebendigen Gegend wie einem Garten oder einer lieblichen Wiese. Er bietet häufig den Schauplatz für das Zusammentreffen Liebender. Als Gegenpol ist der locus terribilis dem Winter und einer öden oder toten Gegend wie dem Gebirge, der Wüste, der Wildnis allgemein, aber auch Schluchten und Felsen zugeordnet. Er ist der Ort der Liebesklage, der geistlichen Weltabkehr oder der Melancholie.

## Derlocus amoenusin der Literatur und Kunst der Antike
Der antike locus amoenus wird durch die Kombination von als angenehm oder erfreulich angesehenen Einzelzügen eines Ortes bestimmt: ein kühler Brunnen, eine blumenreiche Wiese, ein schattiger Baum usw. Unter anderem spielt der locus amoenus im Mythos des goldenen Zeitalters und in Verbindung mit dem damit zusammenhängenden Motiv des Tierfriedens eine Rolle. In der antiken Literatur lässt sich eine kontinuierliche Entwicklung des Motives feststellen, die von der bukolischen Dichtung Theokrits über die Elysischen Felder des römischen Dichters Vergil bis hin zu den Paradies-Schilderungen der christlichen Dichter reicht.
In der bildenden Kunst bevorzugte man zur Darstellung des locus amoenus idealisierte Fluss- oder Meeresszenen, wobei ein Schwerpunkt auf Szenen lag, die sich am Nil abspielten. Eine andere Form der Darstellung waren paradiesische Szenen, die von Hirten bevölkert wurden, wie sie in der bukolischen Dichtung beschrieben wurden. Als Ausdruck des Wunsches nach Frieden und Glück verbreitete sich das Motiv in wirtschaftlich und politisch unruhigen Zeiten der Spätantike nicht nur innerhalb der dekorativen Kunst, sondern löste im 3. Jahrhundert auch in der Ausstattung von Gräbern die mythologischen Themen ab. Die frühchristliche Kunst übernahm das Motiv ebenfalls, wie noch auf den Zeichnungen zum Kuppelmosaik der um 350 erbauten Kirche Santa Costanza in Rom zu sehen ist, die eine Uferlandschaft unter alttestamentlichen Szenen zeigt. Vermutlich hatte auch das mittelalterliche Apsis-Mosaik der Kirche St. Clemente in Rom ein ähnliches spätantikes Vorbild.

## Derlocus amoenusin der Literatur des Mittelalters
Das Grundschema des locus amoenus übernahmen die mittelalterlichen Dichter aus der Antike, aber sie unterwarfen das Motiv vielfältigen Umgestaltungen und verwendeten es auf eigenständige Art und Weise. Beibehalten wurde aber der locus amoenus als Topos und nicht-wirklichkeitsgetreue Schilderung eines tatsächlichen Ortes oder einer existierenden Landschaft.
Der frühmittelalterliche Autor Isidor von Sevilla definierte den locus amoenus in seinen Etymologiae ausdrücklich als einen Ort, der nicht wirtschaftlich genutzt wird, sondern allein der Lust und der Liebe diene. Ebenso beschrieb ihn Rabanus Maurus in seiner Enzyklopädie De universo. Beide Autoren stützten sich dabei auf den Aeneis-Kommentar des römischen Grammatikers Servius.
Matthäus von Vendôme (gestorben wohl Ende des 12. Jahrhunderts), ein hochmittelalterlicher Gelehrter der Dichtkunst, gab in seinem Werk Ars versificatoria mit Beispielen aus der antiken und zeitgenössischen Dichtung ein Muster für die Beschreibung der Natur in der lateinischen und volkssprachlichen Dichtung vor.

### Derlocus amoenusin der höfischen Literatur
In die mittelhochdeutsche Dichtung ist das Motiv über die Vermittlung durch die altfranzösische Dichtung gelangt. Die erste volkssprachliche Schilderung eines locus amoenus dürfte im Alexanderlied des Pfaffen Lamprecht vorliegen, das eine Übertragung des provenzalischen Roman d’Alexandre von Alberich von Besançon ist. Hier wird der locus amoenus durch die Attribute walt, scate, blûmen ûnde gras, scône ouwen, edilir brunnen und grûner clê (Alexanderlied, Vers. 5162 ff.), also Wald, Schatten, Blumen und Gras, schöne Auen, edler Brunnen und grüner Klee charakterisiert.
Zwischen 1190 und 1200 übertrug Herbort von Fritzlar den wohl gegen 1165 entstandenen Trojaroman Estoire de Troie des Benoît de Sainte-Maure in die mittelhochdeutsche Sprache. Auch hier finden sich zwei Landschaftsschilderungen, die an einen locus amoenus erinnern. So findet das „Urteil des Paris“ (Trojaroman Vers 2179 ff.) an einem Ort statt, der mit einem Baum, der breiten Schatten wirft und einem Brunnen, der von einem klaren und kalten Bach (wezzerlîne) gespeist wird, ausgestattet ist. Die Schilderung des Amazonenlandes trägt ebenfalls die Attribute eines locus amoenus (Vers 23.314 ff.): Auf Wiesen und Auen fließen viele Bäche, es gibt reine Brunnen, wohlgestaltete grüne Wälder mit großen Bäumen, schöne Blumen und Vogelgesang.
In den Dichtungen um König Artus Hartmanns von Aue wird der locus amoenus zum Austragungsort beziehungsweise Ausgangspunkt einer Aventiure, also der ritterlichen Bewährung. Als einen Ort des gemeinsamen Lebens zweier Liebender schildert Hartmann in seinem um 1180/90 entstandenen Erec – einer freien Übertragung des altfranzösischen Erec et Enide von Chrétien de Troyes – den Baumgarten, in dem der Ritter Mabonagrin mit seiner Dame lebt (Vers 8715 ff.): Es wachsen dort vielerlei Arten von Obstbäumen, die auf der einen Seite Obst tragen, auf der anderen aber blühen. Der Garten ist vollständig mit bunten und duftenden Blumen und Gras bewachsen und der Gesang der Vögel ist herrlich.
In seinem wohl um das Jahr 1200 herum entstandenen Iwein – einer Übertragung des altfranzösischen Yvain von Chrétien de Troyes – ist der Zauberbrunnen, der Ort an dem die Aventiure beginnt, mit fast allem ausgestattet, was einen locus amoenus ausmacht (Vers 568 ff.): Der Brunnen ist kalt und rein, weder Regen, Sonne, noch der Wind können ihm etwas anhaben, denn er wird von einer breiten, hohen und dichten Linde beschattet. Später (Vers 606 ff.) wird erwähnt, dass die Linde von Vögeln bevölkert ist, die so schön singen, dass jeder traurige Mensch umgehend seine Trauer vergisst.
Im Iwein und im Erec trägt der locus amoenus deutliche Züge des Wunderbaren und Märchenhaften: Im Iwein wird die Aventiure in Gang gesetzt, indem der Ritter mit einem goldenen Becken Brunnenwasser auf einen Stein gießt. Daraufhin bricht ein gewaltiges Unwetter aus, das die Idylle zu vernichten droht. Aber nachdem das Unwetter sich verzogen hat, kehren die Vögel auf die Linde zurück und stimmen wieder ihren Gesang an. Im Erec lebt ein Ritter auf Wunsch seiner Dame mit ihr in vollkommener Abgeschiedenheit (was dem Ideal widerspricht, dass nur an einem Hof gemeinsam mit anderen hoves vreude, die Freuden des höfischen Lebens, erlebbar sind) und der Baumgarten ist mit einer Wolke umgeben, die niemand – außer er wird von König Ivreins über einen engen Pfad in den Garten geführt – durchdringen kann. Zudem gibt es vor dem Garten einen Platz mit Pfählen aus Eiche, auf die Mabonagrain die Köpfe seiner besiegten Feinde gespießt hat. Trotz dieses furchterregenden Details aber wird der Garten mit dem Paradies verglichen (Vers 9541 ff.: wir haben hie besezzen/das ander paradîse) und Hartmann betont, dass im Garten jeder Kummer sofort vergeht (Vers 8735 ff.: swer mit herzeleide/wære bevangen/kæme er dar in gegangen/er müeste ir dâ vergezzen - Wer schweren Herzens ist, vergisst seinen Kummer sofort, wenn er ihn betritt). Hier wird das idyllische Leben zweier Liebender in angenehmer Umgebung wirkungsvoll mit dem Schrecken der aufgespiessten Menschenköpfe und der Unzugänglichkeit des Ortes kontrastiert.
Noch unzugänglicher ist die sogenannte „Minnegrotte“ in der um 1210 entstandenen Dichtung über Tristan und Isolde von Gottfried von Straßburg. Fast zwei Tage dauert die Reise durch die Wildnis, bis die Liebenden an einer Höhle angelangen, die Tristan nur durch Zufall bei einer Jagd gefunden hatte. Dieser Ort trägt alle Kennzeichen eines locus amoenus (Vers 16.730 ff.): Drei Linden stehen direkt vor der Tür der Grotte, der Berg selbst ist mit schattenspendenden Bäumen umgeben, in der Nähe entspringt eine erfrischende Quelle; grünes Gras und leuchtende Blumen bedecken den Boden. Die Idylle wird komplettiert durch den angenehmen Gesang der Vögel und laue Winde. Zugleich ist dieser Ort von einem locus terribilis umgeben (Vers 16.761 ff.): von disem berge und disem hol/sô was ein tageweide wol/velse âne gevilde/und wüste unde wilde./dar enwas dekein gelegenheit/an wegen noch stîgen hin geleit (Wohl eine Tagesreise weit waren dieser Berg und diese Höhle nur von Felsen und Wildnis umgeben. Weder ein Weg, noch ein Steg führten dorthin). „Dennoch gewinnt die ... Landschaft keinen Eigenwert. Ihre Funktion besteht darin, das Erleben des Menschen zu spiegeln.“

### Derlocus amoenusin der Heldenepik
In der mittelhochdeutschen Heldenepik gibt es mehrfach Orte, die Züge eines locus amoenus tragen. Hier ist der Ort nicht mehr Schauplatz einer Begegnung von Liebenden, sondern ausschließlich Ausgangs- oder Zielort für eine Aventiure. Zudem ist die Schilderung dieser Orte häufig schematisch und nur auf wenige Attribute des locus amoenus reduziert. Josef Billen unterscheidet drei verschiedene stilistische Ausgestaltungen des locus amoenus: Den statischen locus amoenus mit geringem Inventar, der in „… rein additiver Technik aufgebaut“ ist (Beispiel „Wolfdietrich A“); die Auflösung der statischen Schilderung, in der die Additionstechnik „… von Wegschilderung und Reflektierung der Landschaftselemente durch menschliche Sinneswahrnehmung abgelöst“ ist (Beispiel „Ortnit“) und den ruinösen locus amoenus, der nur noch „… den Schauplatz der Handlung [markiert und] … nur noch funktionalen Wert“ hat (Beispiel: „Nibelungenlied“).
Im sogenannten Wolfdietrich A, einer heldenepischen Dichtung die wohl im ersten Drittel des 12. Jahrhunderts entstanden ist, reitet der Ritter Wolfdietrich fünf Tage durch die Wildnis, bis er an einem Meeresstrand angelangt. Auf diesem Strand findet er eine Linde und einen Anger, der von Blumen und Gras so hoch bewachsen ist, dass diese Wolfdietrich bis an den Gürtel reichen. Rosen und Klee – so ergänzt der Dichter – dufteten süß. Dieser Ort wird jedoch von Wolfdietrich nur unter pragmatischen Aspekten betrachtet (Vers 467,3 ff.: got hât mînem rosse weide alhie beschert/mir ist vil deste sanfter, daz ez sich ernert – Gott hat hier meinem Ross eine Weide bereitet, mir ist es sehr angenehm, dass es sich hier ernähren kann). Hier ist der locus amoenus umschlossen von zwei der Wildnis zugehörigen Attributen: Der als bedrohlich geschilderten Meeresbrandung (Wolfdietrich hört sogar die Stimme Lucifers darin schreien) und einer Steinwand.
In den Erzählungen aus dem Sagenkreis um Dietrich von Bern erreicht der Ritter Ortnit nach einem Ritt durch die Wildnis in der Nähe des Gardasees eine Aue, auf der Blumen und Klee wachsen und die vom schönen Gesang der Vögel erfüllt ist. Der Boden ist zudem mit Gras bewachsen und unter einer Steinwand findet er einen kühlen Brunnen und eine angenehm duftende Linde, die von singenden Vögeln bevölkert ist (Vers 88–92). Die Schilderung des Ortes erfolgt hier sozusagen durch die Augen Ortnits; der Ort wird nicht durch eine Aufzählung der Attribute beschrieben, sondern dem Leser/Hörer wird die Schönheit des Ortes über Ortnits Sinneseindrücke vermittelt.
Nur noch über vereinzelt im Text verstreute Hinweise lässt sich der Ort der Ermordung Sigfrids durch Hagen im Nibelungenlied als locus amoenus erahnen (Nibelungenlied B, Strophe 979–988,1). Hier befindet sich unter einer Linde eine Quelle die kühles, reines und gutes Wasser führt. Am Ende der Szene erzählt der Dichter noch, dass Sigfrid in die bluomen fiel. Im Nibelungenlied wird so der liebliche, zum Verweilen einladende Ort zum Schreckensort, zum Ort des Todes.

## Derlocus amoenusin der Dichtung des 17. und 18. Jahrhunderts
Im 18. Jahrhundert wurde in der Dichtung der klassische Topos des locus amoenus mit der Schäferdichtung wieder aufgenommen. Er wurde vor allem zu deren Hochzeit im Barock und Rokoko als Ort der Liebe und der Dichtung besungen. In einer christlichen Umdeutung wurde er mit dem Garten Eden assoziiert. Zugleich wurden auch die zuvor als erschreckend bewerteten Orte wie das Gebirge oder die Wildnis als erhabene Natur empfunden und beschrieben. Das Interesse richtete sich zunehmend auf die wilde und unbezähmte Natur und verlagerte sich so vom locus amoenus zum locus terribilis als Ideallandschaft in der Dichtung.
Heinrich von Kleist siedelt sein Dramolett „Der Schrecken im Bade“ (1808) in einem „Idyll“ (locus amoenus) an.
Die Szene „Anmutige Gegend“ in Goethes Faust II beruft sich auf die Tradition des locus amoenus, wohingegen Schillers Elegie Der Spaziergang und Friedrich Hölderlins Gedicht Hälfte des Lebens Beispiele für das Nebeneinander von locus amoenus und locus terribilis sind.